# Zosteria clausum
Zosteria clausum là một loài ruồi trong họ Asilidae. Zosteria clausum được Daniels miêu tả năm 1987. Loài này phân bố ở miền Australasia.